# Deutsch Jahrndorf
Deutsch Jahrndorf (ungarisch Németjárfalu, kroatisch Nimški Jandrof,  slowakisch Nemecké Jarovce) ist eine Gemeinde mit 656 Einwohnern (Stand 1. Jänner 2022) im Bezirk Neusiedl am See im Burgenland in Österreich.

## Geografie
Deutsch Jahrndorf ist der einzige Ort in der Gemeinde. Er liegt im Dreiländereck von Österreich, Ungarn und der Slowakei. Die angrenzende Landschaft rund um das Dorf ist überwiegend flach und durch landwirtschaftliche Felder geprägt; weiters existieren auch zahlreiche Waldstücke, in welchen sich bedrohte Arten, wie zum Beispiel die Großtrappe, eingefunden haben. Einige Kilometer außerhalb der Gemeinde befindet sich ein kleiner Kanal der Leitha, der „Mühlbach“ genannt wird.
Deutsch Jahrndorf ist die östlichste Gemeinde Österreichs und damit seit 1945 auch der östlichste Punkt des geschlossenen deutschen Sprachraums. Das westliche Pendant dazu ist je nach Definition die Gemeinde Selfkant in Deutschland, Lontzen in Belgien oder Rambruch in Luxemburg.

### Nachbargemeinden
| Pama        |                                             |        |
| Zurndorf    | Kompassrose, die auf Nachbargemeinden zeigt | Ungarn |
| Nickelsdorf |                                             |        |

## Geschichte
Der Ort gehörte wie das gesamte Burgenland bis 1920/21 zu Ungarn (Deutsch-Westungarn). Seit 1898 musste aufgrund der Magyarisierungspolitik der Regierung in Budapest der ungarische Ortsname Német-Járfalu verwendet werden. Der Ort trägt seinen Namen Deutsch Jahrndorf aufgrund seiner hauptsächlich deutschsprachigen Bevölkerung, im Gegensatz zur heute in der Slowakei liegenden Nachbargemeinde Kroatisch Jahrndorf (slowak. Jarovce, ung. Horvátjárfalu), das bis zum Zweiten Weltkrieg vor allem von Kroaten bewohnt war.
Nach Ende des Ersten Weltkriegs wurde nach zähen Verhandlungen Deutsch-Westungarn in den Verträgen von St. Germain und Trianon 1919 Österreich zugesprochen. Der Ort gehört seit 1921 zum neu gegründeten Bundesland Burgenland.

### Bevölkerungsentwicklung
| Deutsch Jahrndorf: Einwohnerzahlen von 1869 bis 2025 | Deutsch Jahrndorf: Einwohnerzahlen von 1869 bis 2025 | Deutsch Jahrndorf: Einwohnerzahlen von 1869 bis 2025 | Deutsch Jahrndorf: Einwohnerzahlen von 1869 bis 2025 | Deutsch Jahrndorf: Einwohnerzahlen von 1869 bis 2025 |
| ---------------------------------------------------- | ---------------------------------------------------- | ---------------------------------------------------- | ---------------------------------------------------- | ---------------------------------------------------- |
| Jahr                                                 |                                                      |                                                      |                                                      | Einwohner                                            |
| 1869                                                 | 1869                                                 |                                                      | 767                                                  | 767                                                  |
| 1880                                                 | 1880                                                 |                                                      | 834                                                  | 834                                                  |
| 1890                                                 | 1890                                                 |                                                      | 862                                                  | 862                                                  |
| 1900                                                 | 1900                                                 |                                                      | 960                                                  | 960                                                  |
| 1910                                                 | 1910                                                 |                                                      | 923                                                  | 923                                                  |
| 1923                                                 | 1923                                                 |                                                      | 977                                                  | 977                                                  |
| 1934                                                 | 1934                                                 |                                                      | 1.165                                                | 1.165                                                |
| 1939                                                 | 1939                                                 |                                                      | 1.343                                                | 1.343                                                |
| 1951                                                 | 1951                                                 |                                                      | 1.132                                                | 1.132                                                |
| 1961                                                 | 1961                                                 |                                                      | 889                                                  | 889                                                  |
| 1971                                                 | 1971                                                 |                                                      | 745                                                  | 745                                                  |
| 1981                                                 | 1981                                                 |                                                      | 670                                                  | 670                                                  |
| 1991                                                 | 1991                                                 |                                                      | 643                                                  | 643                                                  |
| 2001                                                 | 2001                                                 |                                                      | 557                                                  | 557                                                  |
| 2011                                                 | 2011                                                 |                                                      | 605                                                  | 605                                                  |
| 2021                                                 | 2021                                                 |                                                      | 652                                                  | 652                                                  |
| 2025                                                 | 2025                                                 |                                                      | 643                                                  | 643                                                  |
| Quelle(n): Statistik Austria, Gebietsstand 1.1.2021  |                                                      |                                                      |                                                      |                                                      |

## Kultur und Sehenswürdigkeiten

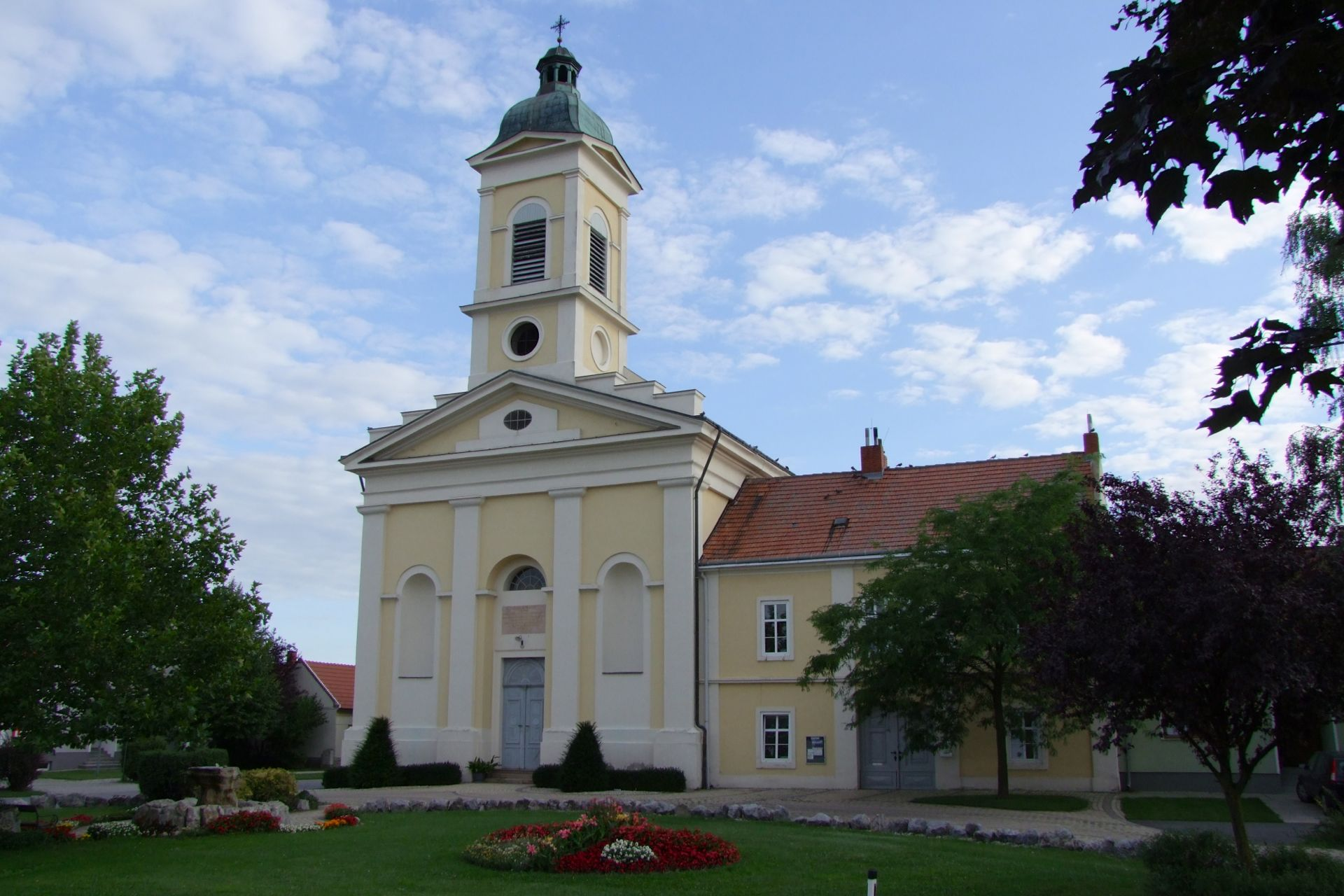
Evangelische Pfarrkirche Deutsch Jahrndorf

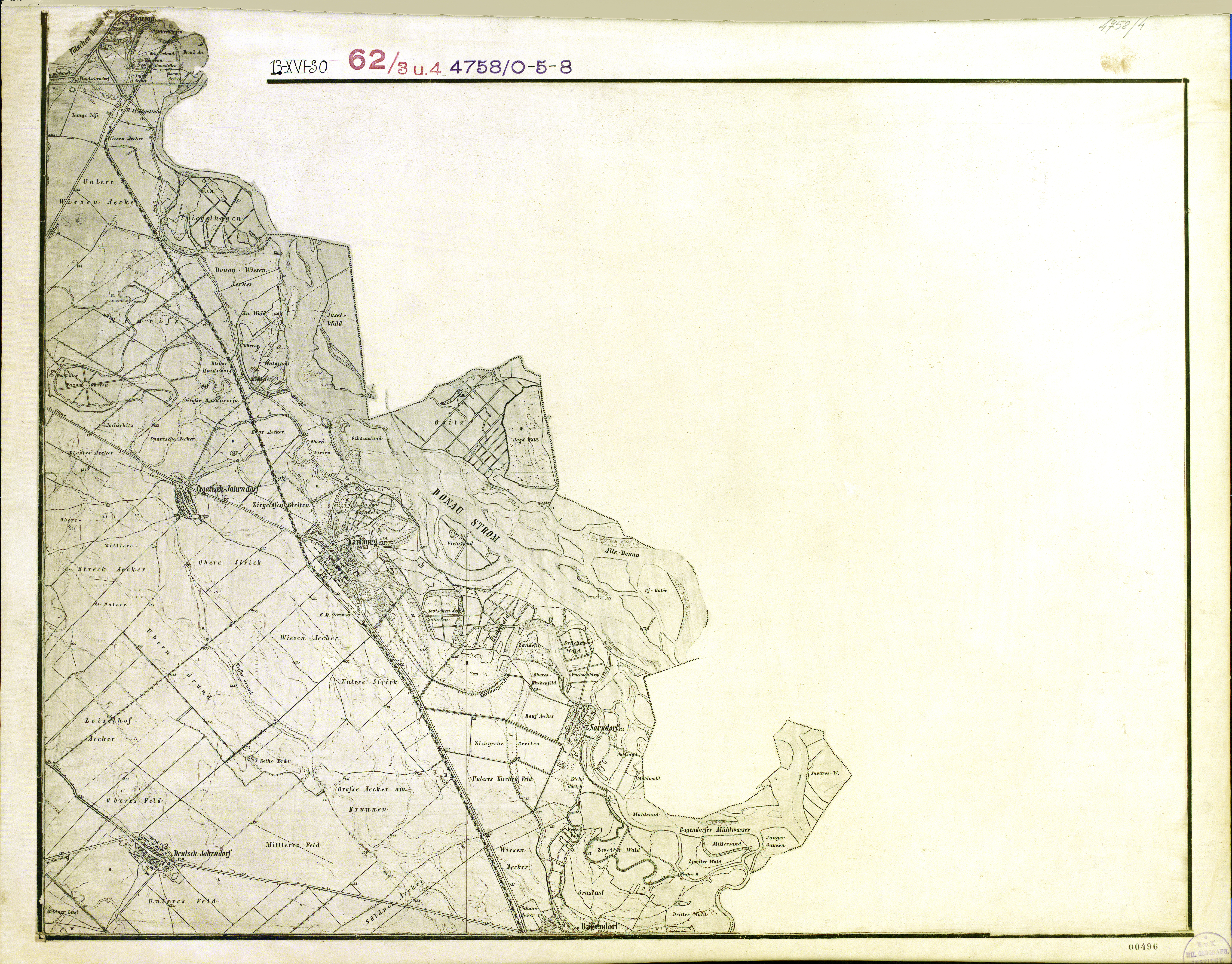
Deutsch Jahrndorf (links unten) um 1873 (Aufnahmeblatt der Landesaufnahme)

- Evangelische Pfarrkirche Deutsch Jahrndorf
- Katholische Pfarrkirche Deutsch Jahrndorf
- Skulpturenpark: Zur Erinnerung an den Fall des Eisernen Vorhangs 1989 wurden im Dreiländereck Österreich-Ungarn-Slowakei verschiedene Plastiken von internationalen Künstlern geschaffen. Das Internationale Symposium ist über einen österreichisch-ungarischen Grenzweg zu erreichen.

Zum Ortsgebiet von Deutsch Jahrndorf gehören zwei Meierhöfe:
- Karlhof: In den 1980er Jahren wurden auf dem Karlhof im Zuge von Ausgrabungen Werkzeuge und Skulpturen aus der Römerzeit gefunden und anschließend im Dorfmuseum zur Ausstellung freigegeben. Zurzeit sind die Funde im Besitz der Gemeinde Deutsch Jahrndorf.
- Im Zeiselhof sind die Benediktiner von St. Martinsberg-Pannonhalma ansässig.[2]

## Wirtschaft und Infrastruktur
Die Infrastruktur entspricht der einer Gemeinde dieser Größe üblichen. Bis vor einigen Jahren gab es in Deutsch Jahrndorf ein Erdwerk, das bis zum endgültigen Schließen nach vielen Demonstrationen und Verhandlungen wegen der Geruchsbelästigung durch die Kompostieranlage der größte Betrieb des Dorfes war.
Seit dem Jahr 2004 gibt es in Deutsch Jahrndorf eine Wohnmobil-Park- und Übernachtungsanlage, von welcher aus jährlich zahlreiche Besucher die Rad- und Wanderwege des Ortes nutzen. Deutsch Jahrndorf ist der Ausgangspunkt des Burgenland-Weitwanderwegs, weiters führt der Ostösterreichische Grenzlandweg durch den Ort.

Skulpturenpark am Dreiländereck Österreich-Ungarn-Slowakei

### Bildung
- Kindergarten
- Volksschule
- Musikschule

### Vereine
- Freiwillige Feuerwehr Deutsch Jahrndorf, gegr. 1887
- ASV Deutsch Jahrndorf, gegr. 1954 (Sportverein)
- Reitverein (Tiersportverein)
- Kulturverein (Allgemeinverein)
- Tourismusverein
- Fischerverein
- Pensionistenverein
- E-Sport Verein Deutsch Jahrndorf Five[3]

## Politik

### Gemeinderat
Der Gemeinderat umfasst aufgrund der Einwohnerzahl insgesamt 13 Mitglieder.
| Partei          | 2022    | 2022    | 2022    | 2017    | 2017    | 2017    | 2012    | 2012    | 2012    | 2007    | 2007    | 2007    | 2002    | 2002    | 2002    | 1997    | 1997    | 1997    |
| Partei          | Sti.    | %       | M.      | Sti.    | %       | M.      | Sti.    | %       | M.      | Sti.    | %       | M.      | Sti.    | %       | M.      | Sti.    | %       | M.      |
| --------------- | ------- | ------- | ------- | ------- | ------- | ------- | ------- | ------- | ------- | ------- | ------- | ------- | ------- | ------- | ------- | ------- | ------- | ------- |
| SPÖ             | 363     | 68,88   | 10      | 334     | 61,40   | 8       | 259     | 50,49   | 7       | 214     | 43,58   | 6       | 169     | 39,67   | 5       | 137     | 37,23   | 4       |
| ÖVP             | 137     | 26,00   | 3       | 169     | 31,07   | 4       | 224     | 43,66   | 6       | 192     | 39,10   | 5       | 163     | 38,26   | 4       | 149     | 40,49   | 5       |
| FPÖ             | 27      | 5,12    | 0       | 41      | 7,54    | 1       | 30      | 5,85    | 0       | 85      | 17,31   | 2       | 94      | 22,07   | 2       | 82      | 22,28   | 2       |
| Wahlberechtigte | 698     | 698     | 698     | 684     | 684     | 684     | 643     | 643     | 643     | 647     | 647     | 647     | 499     | 499     | 499     | 497     | 497     | 497     |
| Wahlbeteiligung | 79,94 % | 79,94 % | 79,94 % | 85,96 % | 85,96 % | 85,96 % | 91,60 % | 91,60 % | 91,60 % | 81,76 % | 81,76 % | 81,76 % | 91,98 % | 91,98 % | 91,98 % | 85,51 % | 85,51 % | 85,51 % |

### Bürgermeister
Bürgermeister ist seit 2012 Gerhard Bachmann (SPÖ). Bei der Gemeinderatswahl 2017 erreichte er 74,48 % der Stimmen gegen Hubert Wolf (ÖVP), der es auf 25,52 % brachte. Bei der Position des Vizebürgermeisters, die aufgrund des Wahlergebnisses ebenfalls die SPÖ besetzen konnte, kam es zur Rückkehr von Johann Muhr, der bereits von 2003 bis 2012 in dieser Funktion tätig war.
Bei der Wahl 2022 wurde Gerhard Bachmann  mit 80,26 Prozent der Stimmen im ersten Wahlgang im Amt bestätigt.

### Chronik der Bürgermeister seit 1945
- 1945–1947 Paul Rosenberger (SPÖ)
- 1947–1972 Hans Rosenberger (SPÖ)
- 1972–1982 Franz Rechnitzer (ÖVP)
- 1982–2002 Meidlinger (SPÖ)
- 2002–2012 Reinhold Reif (ÖVP)
- seit 2012: Gerhard Bachmann (SPÖ)

### Städtepartnerschaften
Die Gemeinde unterhält Partnerschaften zu:
- Hamuliakovo
- Rajka

## Persönlichkeiten

### Söhne und Töchter der Gemeinde
- Gustav Ebner (1846–1925), evangelischer Pfarrer

- Alfred Pahr (1894–1946), Maler, Österreichischer Staatspreis 1929
- Elisabeth Rechnitzer geb. Warenits (1937–1993), Landtagsabgeordnete
- Franz Rechnitzer (1927–1987), Landtagsabgeordneter
- Hans Rosenberger (1904–1977), Landtagsabgeordneter
- Paul Rosenberger (1897–1981), Landwirt und Politiker
- Lisa Stromszky-Stockhausen geb. Reisinger (1921–1999), Schriftstellerin
- Bernhard Hans Zimmermann (1904–1993), evangelischer Pfarrer und Historiker

### Ehrenbürger der Gemeinde
Ehrenbürger der Gemeinde sind:
- Robert Csokay, Rechtsanwalt
- Friedrich Karl Flick (1927–2006), Unternehmer und Milliardär
- Ingrid Flick, Ehefrau von Friedrich Karl Flick
- Karl Renner (1870–1950), österreichischer Politiker und Jurist[12]
- Helmut Szalay (2022)[13]